# Darren Bazeley
Darren Bazeley (* 5. Oktober 1972 in Northampton) ist ein ehemaliger englischer Fußballspieler (zumeist als Rechtsverteidiger aktiv) und heutiger -trainer.

## Karriere

### Spieler
Den größten Teil seiner Karriere verbrachte er beim FC Watford, für den er von 1989 bis zum Saisonende 1998/99 aktiv war. Mit seinem Klub stieg er Mitte der 1990er-Jahre mehrmals in die First Division auf und sammelte hier das Gros seiner Ligaeinsätze für seine Mannschaft. Zur Spielrunde 1999/2000 schloss er sich den Wolverhampton Wanderers an, für die er eine Vielzahl an weiteren Einsätzen sammelte. Seine letzte Station als Spieler in seinem Heimatland war der FC Walsall, für den er von Sommer 2002 bis zum Ende der Spielzeit 2004/05 aktiv war.
Zum Ausklang seiner Karriere als Spieler verschlug es ihn nach Neuseeland, wo er eine Saison für die New Zealand Knights kickte. Danach löste sich der Klub auf und er spielte von 2006 bis 2008 nochmal bei Waitakere United. Mit diesem Team wurde er zum Abschluss seiner Spielerkarriere neuseeländischer Meister und auch Sieger der OFC Champions League.

### Trainer
Gleich nach dem Ende seiner Karriere als Spieler stieg er bei Waitakere als Jugendtrainer ein. Nach einer Spielzeit hier bekam er mit der Position eines Co-Trainers bei der neuseeländischen U-17-Nationalmannschaft seinen ersten Job bei New Zealand Football. Nebst dem bekleidete er auch noch auf selbiger Position einen Posten im Stab der ersten Mannschaft von Waitakere. Von Sommer 2012 bis Oktober 2013 war er auch Cheftrainer der U-17-Nationalmannschaft, was er wiederum parallel mit einem Job als Jugendtrainer beim Wanderers SC begleitete. Nachdem er hier Trainer der ersten Mannschaft wurde, widmete er sich fortan nebst diesem Job noch der U 20 von Neuseeland. Nach dem schnellen Ende der Wanderers verblieb er erst einmal weiterhin nur als U-20-Trainer im neuseeländischen Verband.
Das erste Mal seit dem Ende seiner Spielerkarriere verließ er für einen neuen Posten Ende 2017 Neuseeland und wurde in den USA Teil des Trainerstabs der Colorado Rapids, wo er unter den Cheftrainern Anthony Hudson, Conor Casey und Robin Fraser in den nächsten Jahren arbeitete. Im Juni 2020 endete seine Zeit in den USA. Nach seiner Rückkehr nach Neuseeland wurde er erst kurzzeitig Co-Trainer von Carl Robinson bei den Newcastle United Jets, ehe er im Oktober des Jahres Cheftrainer der U-20-Nationalmannschaft wurde. Ab hier widmete er sich fortan nur noch ausschließlich seinem Job im nationalen Verband. Mit seiner Mannschaft gewann er die U-19-Ozeanienmeisterschaft 2022 und übernahm kurze Zeit später auch den Posten als Trainer bei der U 23.
Für die Länderspiele der A-Nationalmannschaft im März 2023 wurde er vom Verband als Interimstrainer eingesetzt und bekam kurz danach auf fester Basis den Job als Nationaltrainer. Mit der U 23 nahm er zudem am Turnier der Olympischen Spiele 2024 teil.